# Yala (stad)
Yala (Thais: ยะลา) is een stad in Zuid-Thailand. Yala is hoofdstad van de provincie Yala en het district Yala. De stad telde in 2000 bij de volkstelling 74.068 inwoners.

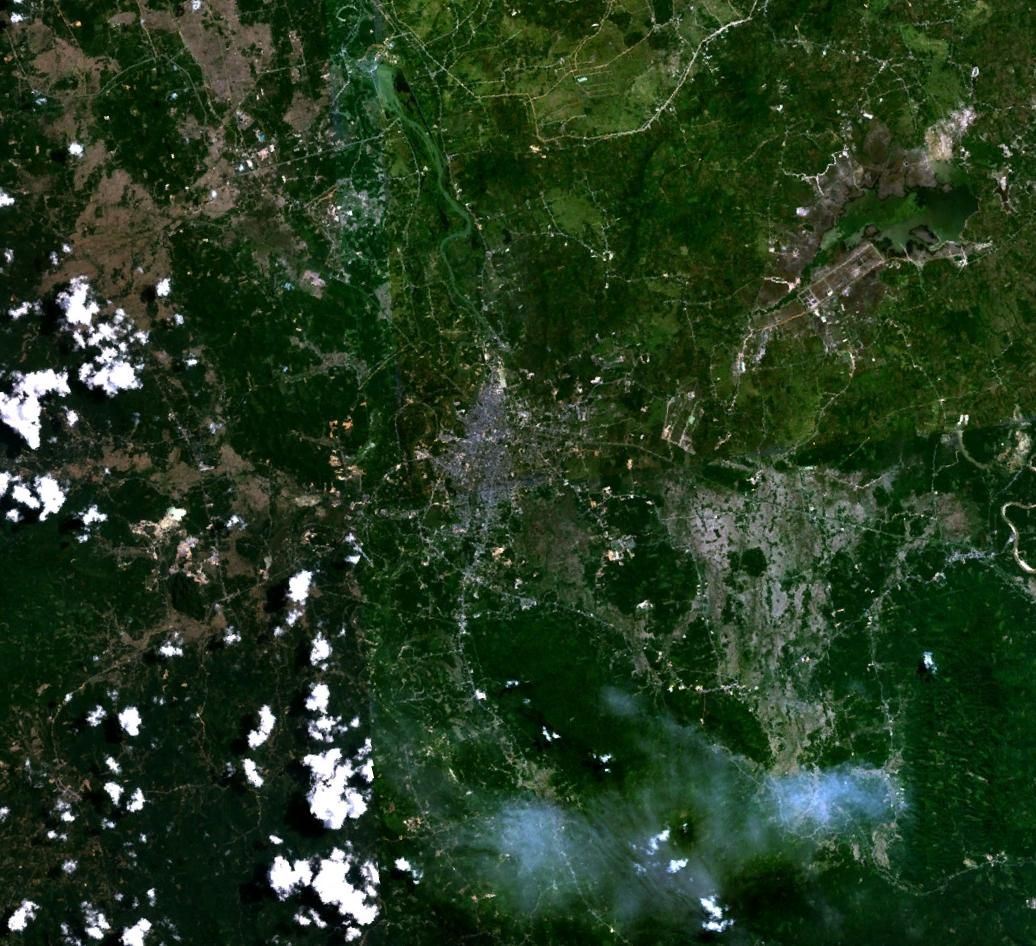
Satellietfoto